# Sator
Sator – imię męskie pochodzenia łacińskiego, które powstało od słowa oznaczającego "kultywować, rozpowszechniać". Patronem tego imienia jest św. Sator, zm. w Puglii z licznymi braćmi, m.in. św. Witalisem i Repozytem.
Sator imieniny obchodzi 1 września.
Żeński odpowiednik: Satora